# Коффи Диби, Шарль
Шарль Коффи Диби (фр. Charles Koffi Diby; 7 сентября 1957 года, Буаке, Французская Западная Африка — 7 декабря 2019 года, Абиджан, Кот-д’Ивуар) — ивуарийский экономист и государственный деятель. С 2007 по 2012 год был министром экономики и финансов Кот-д’Ивуара, а с 2012 по 2016 год министром иностранных дел Кот-д’Ивуара. В 2010 году британский журнал «The Banker» назвал Шарля «лучшим министром финансов в африканском регионе», таким образом он стал первым министром финансов во французском постколониальном пространстве, который получил столь престижную награду.

## Биография
Шарль Коффи Диби родился 7 сентября 1957 года в городе Буаке, на тот момент Французская Западная Африка (колония Франции), в семье Матюрена Диби и Жанны Яо Кра. Шарль учился в Национальной школе администрации, а также был выпускником Высшей национальной школы Франции (ныне Национальная школа администрации) и имел степень магистра и право преподавать общественные науки в Университете Феликса Уфуэ-Буаньи.
В ноябре 1984 года Шарль Диби занимает должность инспектора по бухгалтерии в инспекции казначейства. В марте 1985 года был назначен руководителем службы визового баланса в агентстве по государственным расходам и бухгалтером Национального института молодежи и спорта. В 1990 году был назначен бухгалтером в Национальном институте профессионально-технической подготовки. В 1991 году преподавал в Национальной школе администрации. В 1993 году он назначен казначеем города Бондуку и управляющим департамента Бондуку. В следующем году он занял ту же должность в Даукро.
С 1997 по 1998 год Шарль Диби был главным бухгалтером по государственным расходам в Комитете государственного учёта и казначейства, затем Генеральным казначеем казначейства страны. 4 мая 2001 года он стал генеральным директором казначейства.
С 2001 по 2007 год Шарль Коффи Диби был председателем совета директоров национальной авиакомпании «Air Ivoire». С 7 января 2008 года по 31 декабря 2009 года он был председателем Совета министров Западноафриканского экономического и валютного союза (WAEMU). С июня 2009 по ноябрь 2012 года был председателем Совета управляющих Банка инвестиций и развития Экономического сообщества западноафриканских государств (ЭКОВАС). С 2012 по 2013 год он был председателем Совета министров ЭКОВАС. Он также был председателем совета управляющих Африканского фонда гарантий и экономического сотрудничества.
В 2005 году был назначен министром-делегатом экономики и финансов при премьер-министре Шарля Конана Банни. В 2007 году назначен министром экономики и финансов в правительстве Гийом Соро. 13 марта 2012 года вновь становится министром экономики и финансов, но уже в правительстве Жанно Ауссу-Куадио. 21 ноября 2012 года становится министром иностранных дел в правительстве Даниэль Каблан Дункан.
В 2016 году был назначен председателем Совета по экономическим, социальным, экологическим и культурным вопросам, а затем был назначен в феврале 2019 года в Комитет по анализу и рекомендациям Всемирного банка и МВФ.
Шарль Коффи Диби был членом Демократической партии Кот-д’Ивуара. Он дважды (2010 и 2013 год) становился экономистом года по версии международных изданий.
Он умер 7 декабря 2019 года в возрасте 62 лет от продолжительной болезни в городе Абиджане.

## Примечание
1. 1 2  https://www.gouv.ci/doc/photos/7-CV-CharlesDIBY_KOFFI_av2007.pdf#:~:text=Charles%20DIBY%20KOFFI%20MNISTRE%20DE%20L'ECONOMIE%20ET%20DES%20FINANCES%20N%C2%B0
2. ↑  https://afrikchallenges.info/index.php?option=com_k2&view=item&id=3791:an-5-du-deces-de-charles-koffi-diby-pluies-d-hommages-et-de-temoignages-pour-dkc-a-l-ena&Itemid=315&tmpl=component&print=1
3. 1 2  KOACI. Côte d'Ivoire: Décès du ministre Charles Koffi Diby à 62 ans (фр.). KOACI. Дата обращения: 2 февраля 2020. Архивировано 25 декабря 2019 года.
4. ↑  Diby Koffi récompensé (фр.). JeuneAfrique.com (15 февраля 2010). Дата обращения: 2 февраля 2020. Архивировано 27 апреля 2019 года.
5. ↑  Rulers (англ.). www.rulers.org. Дата обращения: 2 февраля 2020. Архивировано 5 февраля 2020 года.
6. ↑  Wikiwix's cache (фр.). archive.wikiwix.com. Дата обращения: 2 февраля 2020. Архивировано из оригинала 24 февраля 2011 года.